# Signification en droit français
Pour les articles homonymes, voir Sens.

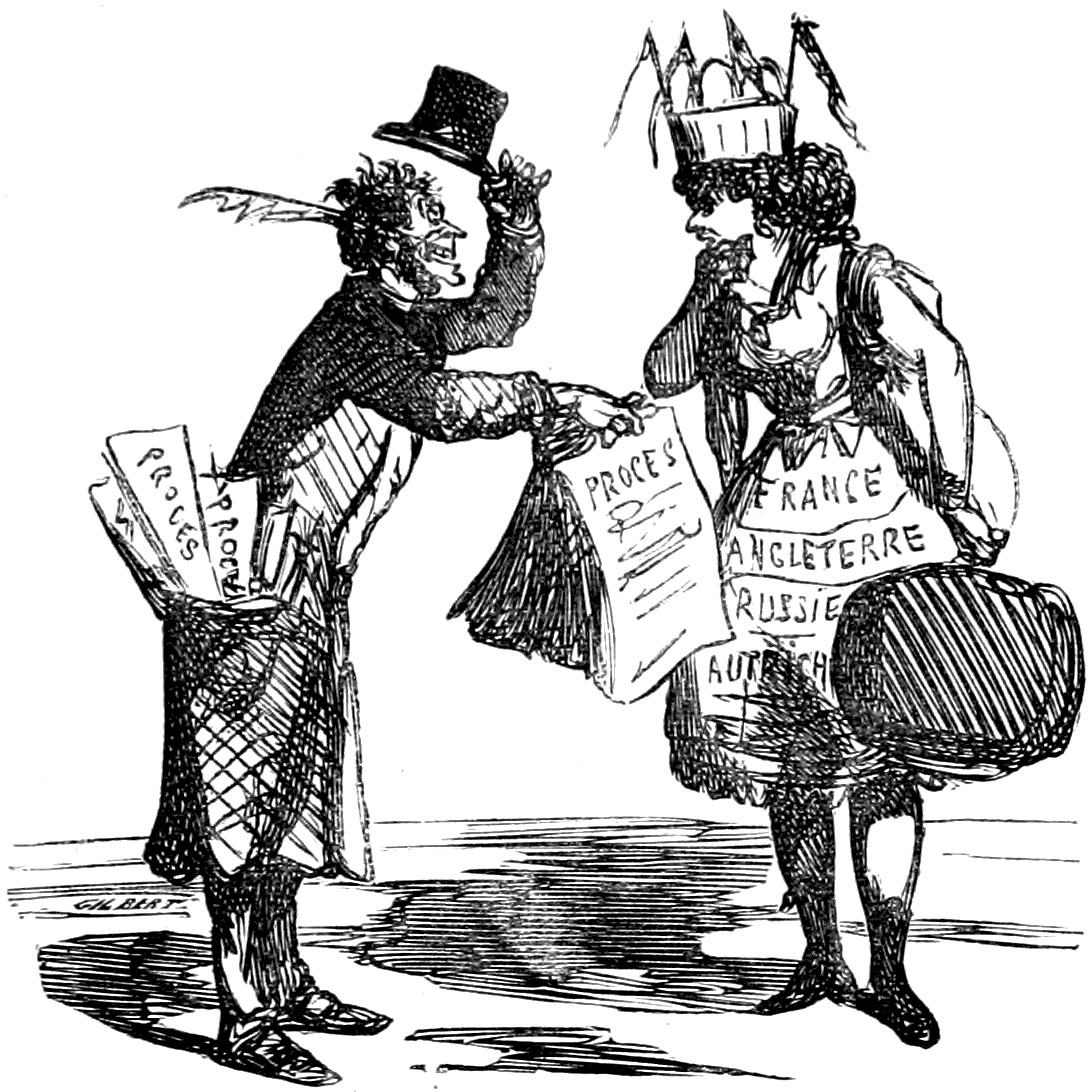
Un exploit d'huissier, caricature de Cham dans le Charivari en 1868

La signification est une forme de notification. Elle est faite par un huissier de justice par le moyen d'un acte authentique appelé quelquefois « exploit d'huissier ». Il faut que l'huissier soit territorialement compétent. L'avantage est celui de la sécurité juridique. L'huissier de justice va devoir trouver la personne et expliquer ce qu'il est en train de faire. C'est la signification à personne. L'article 654 alinéa 2 du code de procédure civile précise que l'on doit signifier « au représentant légal, à un fondé de pouvoir ou à une personne spécialement habilitée ». Auparavant[Quand ?], par exemple, toutes les significations faites à une hôtesse d'accueil étaient nulles. Aujourd'hui, les sociétés font attention à habiliter les réceptionnistes. Si ce n'est pas possible, on peut procéder à une signification à domicile ou à résidence ou signifier à toute personne présente. La personne doit accepter de recevoir l'acte sous pli fermé et l'huissier a l'obligation de laisser un avis de passage. On peut laisser l'acte à un enfant doué de discernement (à partir de 9 ans, parfois 13 ans).
Dans certains cas, la loi impose l'utilisation de la signification. C'est notamment le cas pour les assignations devant le Tribunal de grande instance mais surtout des jugements des tribunaux et des arrêts de Cour d'appel.
Dans d'autres cas, la loi autorise le greffe à citer les parties à comparaître par lettre recommandée avec demande d'avis de réception. C'est le cas par exemple, des citations devant le Conseil des prud'hommes, le Tribunal des affaires de sécurité sociale ou devant la Commission d'indemnisation des victimes d'infractions.